# Amazon Kindle

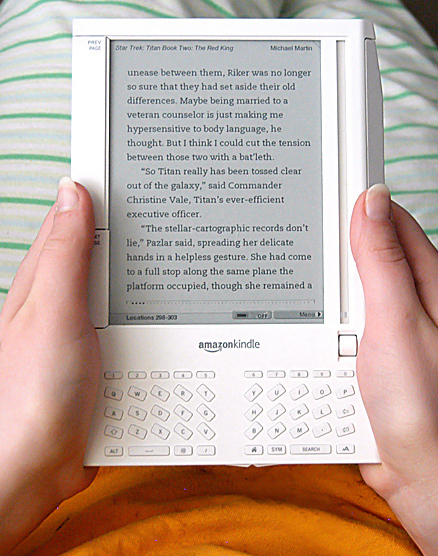
Kindle (перша модель)

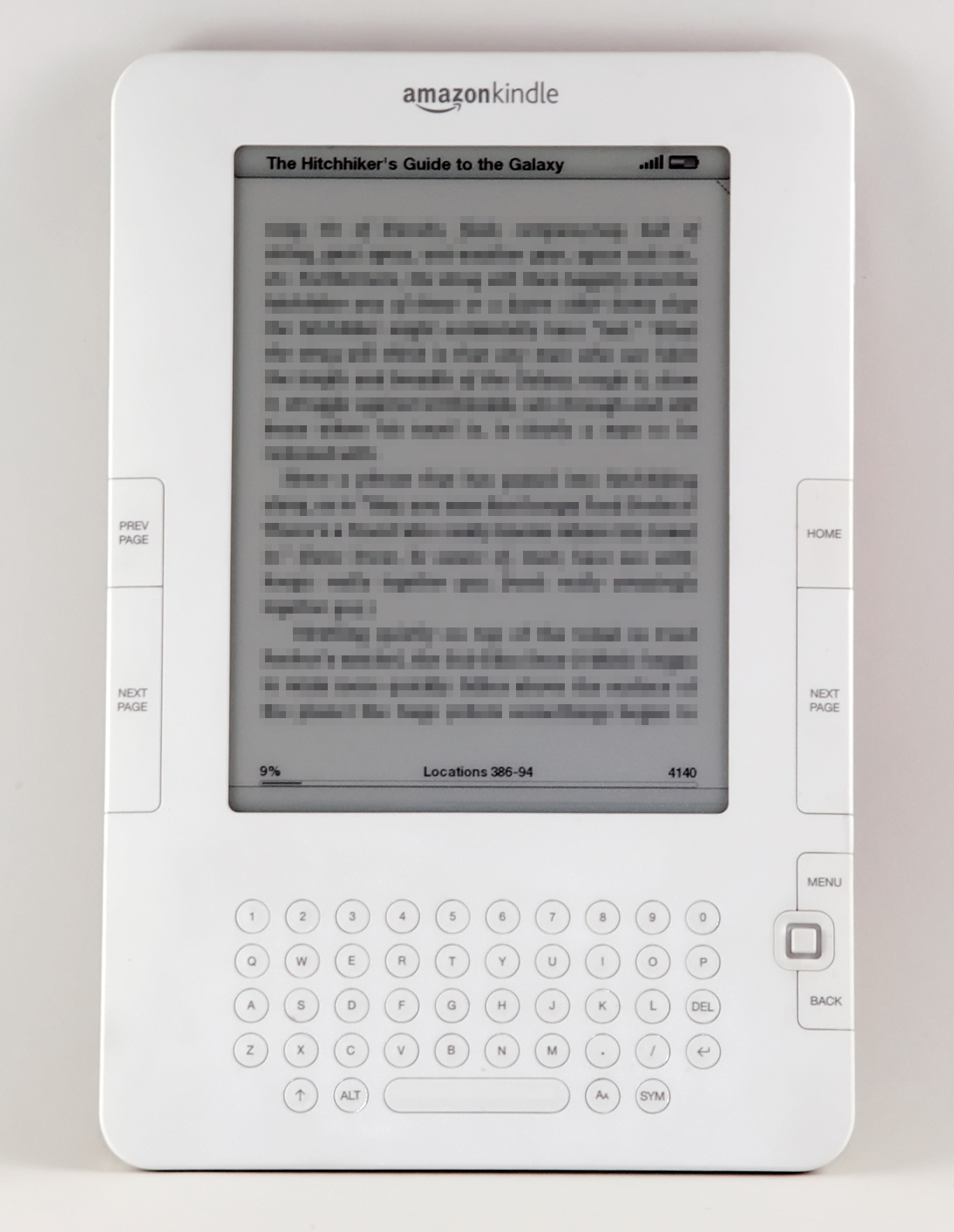
Kindle 2

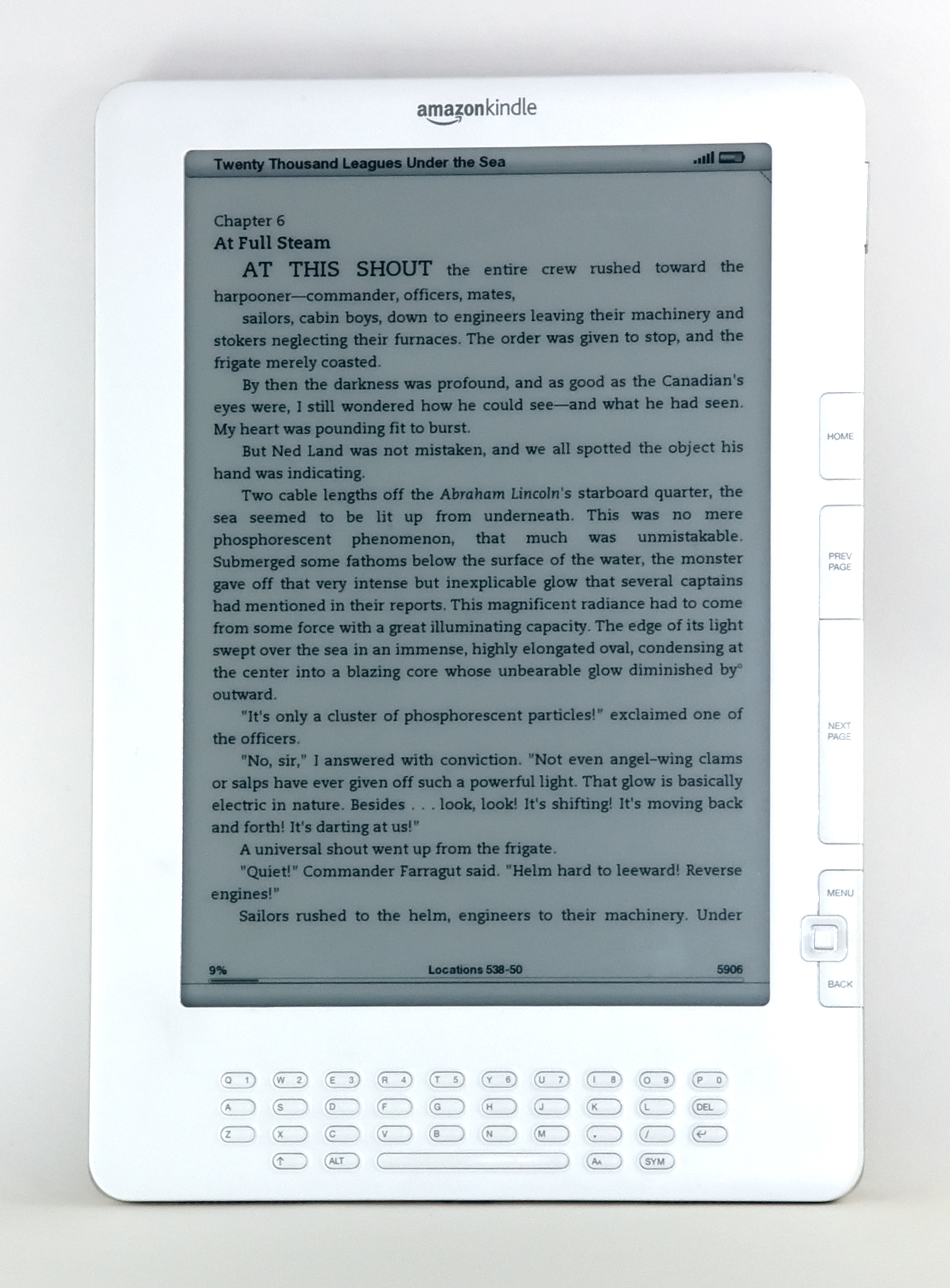
Kindle DX

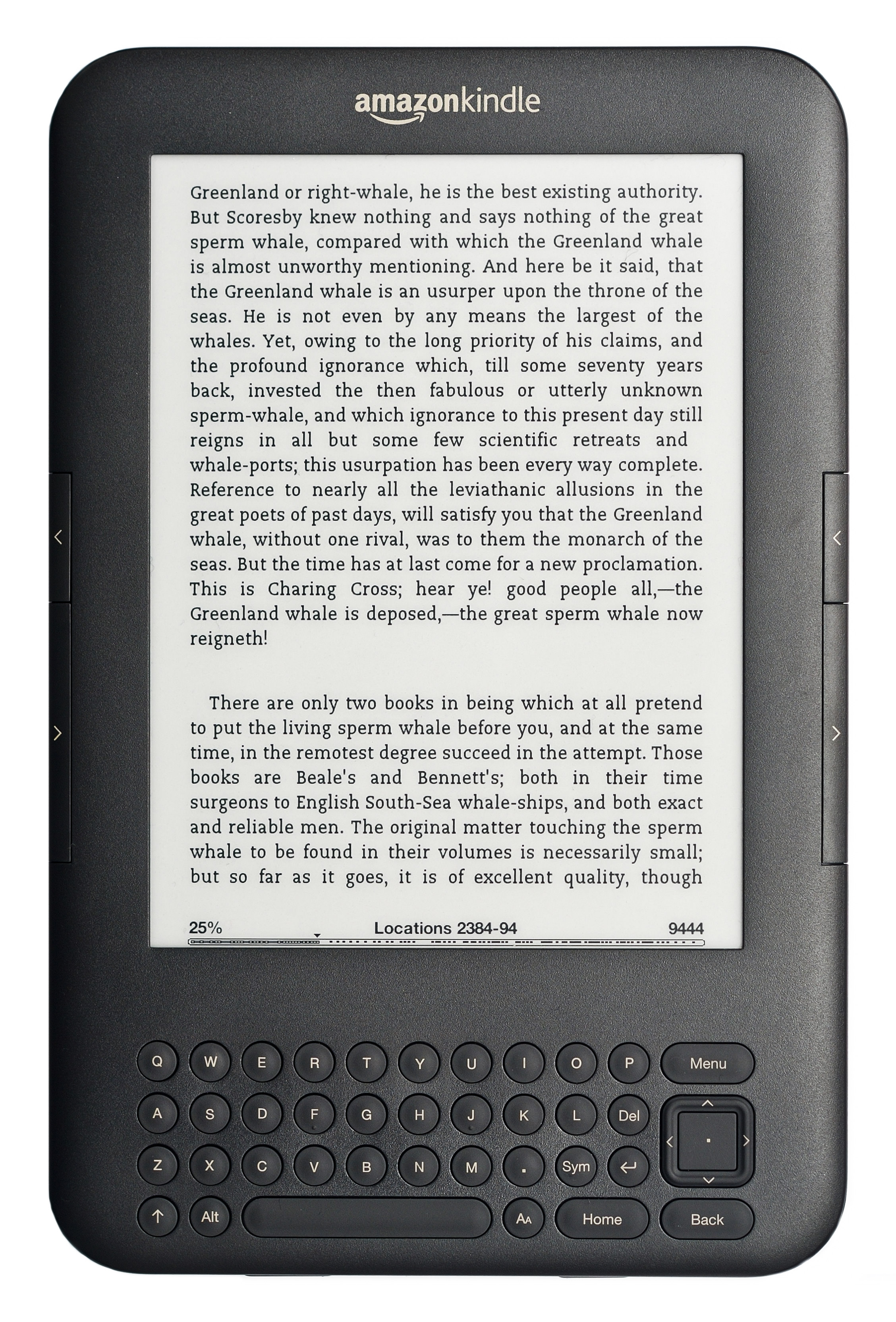
Kindle 3

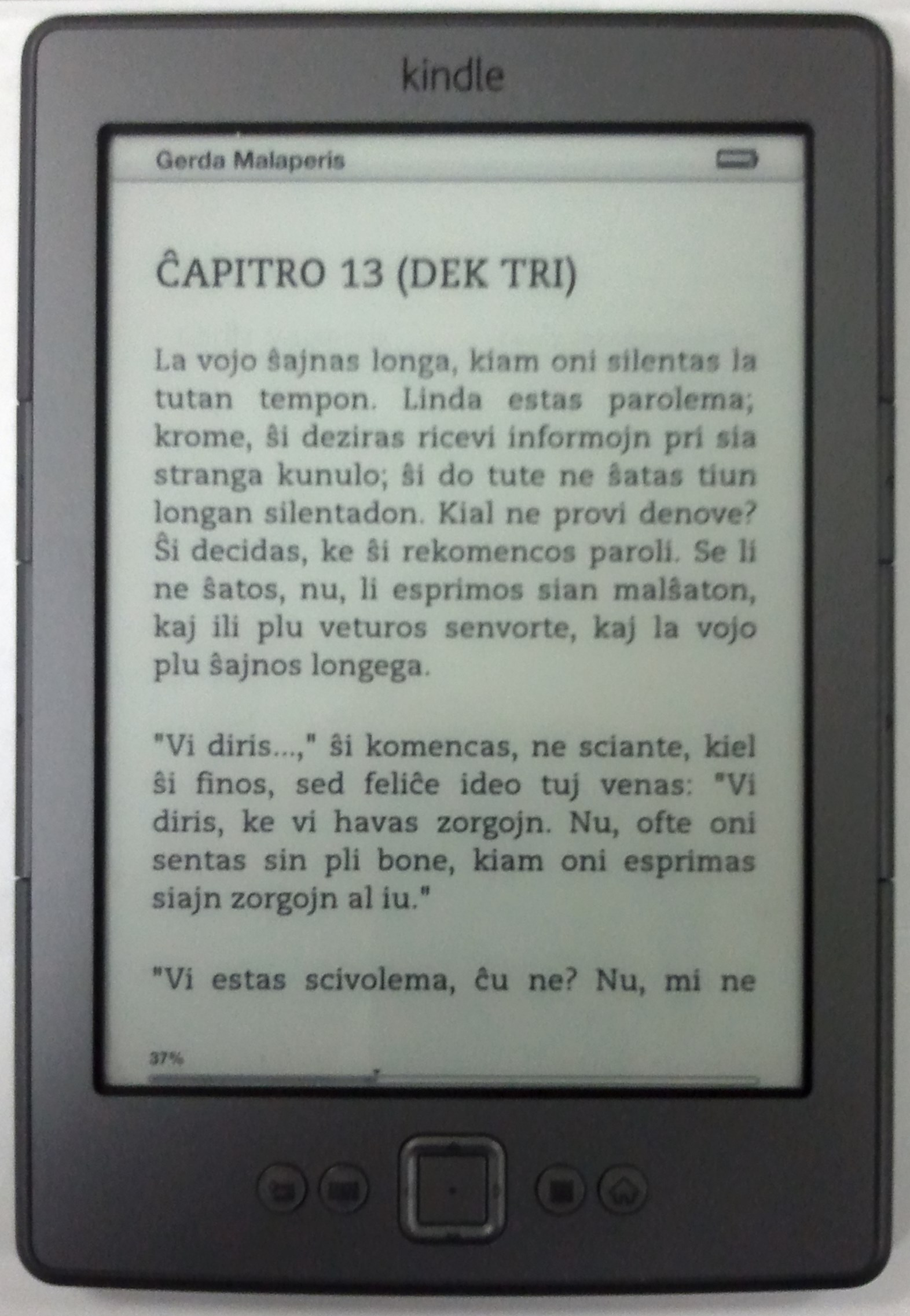
Kindle 4

Кіндл (англ. Amazon Kindle) — програмно-апаратна платформа для читання електронних книг, розроблена компанією Lab126 (належить компанії Amazon). Платформа підтримується декількома пристроями - «Kindle», «Kindle 2», «Kindle 3» (тепер «Kindle Keyboard»), «Kindle 4» і «Kindle DX», «Kindle 4 touch», «Kindle 5», «Kindle Paperwhite», а також додатками «Kindle for PC», «Kindle for iPhone», «Kindle for Mac», «Kindle for Android» і «Kindle for BlackBerry».
Пристрої Kindle мають дисплей на основі технології електронних чорнил (E-Ink), можуть копіювати контент із мережі Amazon Whispernet, використовуючи EVDO-мережу Sprint чи 3g-мережу AT&T залежно від вибору пристрою. Kindle можна використовувати без персонального комп'ютера, до того ж використання Whispernet безкоштовне. Окрім того, пристрій надає доступ до мережі Інтернет. Пристрої Kindle до недавнього часу були доступні тільки в США. З 19 жовтня 2009 року компанія Amazon.com стала постачати пристрої Kindle 2 для міжнародних покупців.
Конкуренцію Kindle складають інші пристрої на основі електронного паперу: Sony Reader, Barnes & Noble Nook, PocketBook Reader, iRex iLiad та інші.
Прошивки пристроїв «Kindle 2» і «Kindle DX» основані на ядрі Linux (серії 2.6) для платформи ARM.

## Версії пристроїв

### Kindle
Перша версія під назвою Kindle, містила 6-дюймовий дисплей з 4 градаціями сірого, і мала 250 Мб вбудованої пам'яті. В книзі могло вміститись близько 200 книг. Крім того, пам'ять можна було розширити за допомогою SD-карт. Пристрій коштував $ 399 (згодом $ 359), і він продавався тільки в Сполучених Штатах. Це була єдина версія електронної книги, де можна було розширити пам'ять. В інших пристроях такої можливості вже немає.

### Kindle 2
Kindle 2 був запущений 9 лютого 2009. Пристрій мав 16 відтінків сірого, 1,4 ГБ пам'яті. Ціна за одиницю товару була спочатку $ 359, а потім впала до $ 259, а в червні 2010 року до $ 189. 7 жовтня 2009 Amazon оголосила, що вона буде продавати свою продукцію навіть за межами Сполучених Штатів. Міжнародна версія доступна для покупки з 22 жовтня 2009 і працює більш ніж в 100 країнах світу. З травня 2010 в цих країнах також діє безкоштовний доступ в Інтернет через 3G модем.

### Kindle DX
6 травня 2009 з'явилася більша версія Kindle DX. Пристрій має 3,3 Гб пам'яті (близько 3500 книг) і 9,7-дюймовий екран з роздільною здатністю 1200 х 820. Він має вбудований безкоштовний доступ до Інтернету через 3G з'єднання (роумінг по всьому світу). Початкова ціна становила $ 489. Всередині 2010 року випустили оновлену версію Kindle DX Graphite з більш новим E-Ink екраном з високою контрастністю, і ціна була знижена до $ 379. На початку жовтня 2012 Amazon знизив ціну DX до $ 299, а в середині місяця зняв його з продажу.

### Kindle 3 / Kindle Keyboard
Третє видання 6-дюймової електронної книги було 27 серпня 2010 року. У вересні 2011 р., у зв'язку з введенням нових читалок, Amazon Kindle 3 перейменована в Kindle Keyboard. Він має новий E-ink екран з високою контрастністю і 3,3 ГБ пам'яті на книги. Вона пропонується в двох версіях з різним способом підключення до Інтернету. Дешева версія ($ 139 в день випуску) містить тільки Wi-Fi, в той час як більш дорогі ($ 189) Wi-Fi і 3G. 3G дозволяє (як і в Kindle 2) безкоштовне підключення до Інтернету в десятках країн по всьому світу за допомогою вбудованого веббраузера.

### Kindle з 2011
- Kindle;
- Kindle Touch;
- Kindle Fire.

### Kindle з 2012
- Kindle Paperwhite;
- Kindle Fire HD

### Новіші Kindle
- Kindle 11;
- Kindle Paperwhite 11gen.;
- Kindle Oasis;
- Kindle Scribe

## Формати, які підтримує Kindle
Разом з прем'єрою Kindle, Amazon запровадила формат книжок AZW. Kindle не читає книг у форматі EPUB, який є стандартом у публікуванні книг, хоча є можливість його конвертувати.
Список форматів, які підтримує Kindle:
- KF8 - Kindle Format 8
- AZW
- MOBI, PRC - формат Mobipocket
- TXT
- PDF (читає від Kindle 2 від версії програмування 2.3)
- MP3, PCM, WAV, OGG, AAC LC/LTP
- MP4
- WP8 (.webm)
- AAX
- DOC, DOCX
- JPG, GIF, PNG, BMP
- AC-3, E-AC-3
- MIDI
- HE-AACv1 i v2
- AMR-NB i -WB
- HTML5, CSS3
- 3GP